# 6 septembre 1942
Le dimanche 6 septembre 1942 est le 249e jour de l'année 1942.

## Naissances
- Thierry Destrez (mort le 21 décembre 2009), comédien français
- Adi Godrej, industriel et philanthrope indien
- Andrew White, musicien américain
- Zhang Yihe, écrivaine et historienne chinoise

## Décès
- Raymond Bergougnan (né le 7 juillet 1858), industriel français
- André de Lorde (né le 11 juillet 1869), réalisateur et scénariste français
- Albert Buck (né le 23 janvier 1895), Generalmajor allemand

## Autres événements
- Sortie en Italie du film : La Belle Endormie
- les troupes allemandes et roumaines prennent la base navale de Novorossiisk sur la mer Noire.